# Lijst van afleveringen van Chicago Hope
Dit is een lijst met afleveringen van de Amerikaanse televisieserie Chicago Hope. De serie telt 6 seizoenen. Een overzicht van alle afleveringen is hieronder te vinden.

## Seizoen 1
| Nr. | Titel aflevering            | Uitzenddatum VS   |
| --- | --------------------------- | ----------------- |
| 0   | Pilot                       | 18 september 1994 |
| 1   | Over the Rainbow            | 22 september 1994 |
| 2   | Food Chains                 | 29 september 1994 |
| 3   | With the Greatest of Ease   | 6 oktober 1994    |
| 4   | You Gotta Have Heart        | 13 oktober 1994   |
| 5   | Shutt Down                  | 20 oktober 1994   |
| 6   | Genevieve and Fat Boy       | 3 november 1994   |
| 7   | Death Be Proud              | 10 november 1994  |
| 8   | Heartbreak                  | 1 januari 1995    |
| 9   | The Quarantine              | 2 januari 1995    |
| 10  | Love and Hope               | 9 januari 1995    |
| 11  | Great White Hope            | 16 januari 1995   |
| 12  | Small Sacrifices            | 23 januari 1995   |
| 13  | Cutting Edges               | 6 februari 1995   |
| 14  | Life Support                | 13 februari 1995  |
| 15  | Freeze Outs                 | 20 februari 1995  |
| 16  | Growth Pains                | 27 februari 1995  |
| 17  | Informed Consent            | 13 maart 1995     |
| 18  | Internal Affairs            | 20 maart 1995     |
| 19  | The Virus                   | 8 mei 1995        |
| 20  | Full Moon                   | 15 mei 1995       |
| 21  | Songs from the Cuckoo Birds | 22 mei 1995       |

## Seizoen 2
| Nr. | Titel aflevering                  | Uitzenddatum VS   |
| --- | --------------------------------- | ----------------- |
| 1   | Hello Goodbye                     | 18 september 1995 |
| 2   | Rise from the Dead                | 25 september 1995 |
| 3   | A Coupla Stiffs                   | 2 oktober 1995    |
| 4   | Every Day a Little Death          | 9 oktober 1995    |
| 5   | Wild Cards                        | 16 oktober 1995   |
| 6   | Who Turned out the Lights?        | 30 oktober 1995   |
| 7   | From Soup to Nuts                 | 6 november 1995   |
| 8   | Leave of Absence                  | 13 november 1995  |
| 9   | Stand                             | 20 november 1995  |
| 10  | The Ethics of Hope                | 27 november 1995  |
| 11  | Christmas Truce                   | 11 december 1995  |
| 12  | Transplanted Affection            | 8 januari 1996    |
| 13  | Three Men and a Lady              | 15 januari 1996   |
| 14  | Right to Life                     | 22 januari 1996   |
| 15  | Hearts and Minds                  | 5 februari 1996   |
| 16  | Women on the Verge                | 12 februari 1996  |
| 17  | Life Lines                        | 26 februari 1996  |
| 18  | Sexual Perversity in Chicago Hope | 11 maart 1996     |
| 19  | Sweet Surrender                   | 18 maart 1996     |
| 20  | The Parent Rap                    | 29 april 1996     |
| 21  | Quiet Riot                        | 6 mei 1996        |
| 22  | Ex Marks the Spot                 | 13 mei 1996       |
| 23  | Last One Out, Get the Lights      | 20 mei 1996       |

## Seizoen 3
| Nr. | Titel aflevering           | Uitzenddatum VS   |
| --- | -------------------------- | ----------------- |
| 1   | Out of Africa              | 16 september 1996 |
| 2   | Back to the Future         | 23 september 1996 |
| 3   | Papa's Got a Brand New Bag | 30 september 1996 |
| 4   | Liver Let Die              | 7 oktober 1996    |
| 5   | Liar, Liar                 | 14 oktober 1996   |
| 6   | Higher Powers              | 21 oktober 1996   |
| 7   | A Time to Kill             | 4 november 1996   |
| 8   | A Day in the Life          | 11 november 1996  |
| 9   | Divided Loyalty            | 18 november 1996  |
| 10  | V-Fibbing                  | 25 november 1996  |
| 11  | Mummy Dearest              | 9 december 1996   |
| 12  | Split Decisions            | 6 januari 1997    |
| 13  | Verdicts                   | 13 januari 1997   |
| 14  | The Day of the Rope        | 20 januari 1997   |
| 15  | Take My Wife, Please       | 3 februari 1997   |
| 16  | Missed Conception          | 10 februari 1997  |
| 17  | Mother, May I?             | 17 februari 1997  |
| 18  | Growing Pains              | 10 maart 1997     |
| 19  | The Son Also Rises         | 17 maart 1997     |
| 20  | Second Chances             | 7 april 1997      |
| 21  | Positive I.D.s             | 13 april 1997     |
| 22  | Leggo My Ego               | 21 april 1997     |
| 23  | Colonel of Truth           | 28 april 1997     |
| 24  | Lamb to the Slaughter      | 5 mei 1997        |
| 25  | Love on the Rocks          | 12 mei 1997       |
| 26  | Hope Against Hope          | 19 mei 1997       |

## Seizoen 4
| Nr. | Titel aflevering                                   | Uitzenddatum VS  |
| --- | -------------------------------------------------- | ---------------- |
| 1   | Guns 'n' Roses                                     | 1 oktober 1997   |
| 2   | The Adventures of Baron Von Munchausen... by Proxy | 8 oktober 1997   |
| 3   | Brain Salad Surgery                                | 15 oktober 1997  |
| 4   | Sympathy for the Devil                             | 22 oktober 1997  |
| 5   | ...And the Hand Played On                          | 29 oktober 1997  |
| 6   | The Lung and the Restless                          | 5 november 1997  |
| 7   | White Trash                                        | 12 november 1997 |
| 8   | Winging It                                         | 19 november 1997 |
| 9   | Cabin Fever                                        | 26 november 1997 |
| 10  | All in the Family                                  | 10 december 1997 |
| 11  | On Golden Pons                                     | 17 december 1997 |
| 12  | Broken Hearts                                      | 7 januari 1998   |
| 13  | Memento Mori                                       | 14 januari 1998  |
| 14  | Psychodrama                                        | 21 januari 1998  |
| 15  | The Ties That Bind                                 | 4 februari 1998  |
| 16  | The Things We Do for Love                          | 4 maart 1998     |
| 17  | Liver, Hold the Mushrooms                          | 11 maart 1998    |
| 18  | Waging Bull                                        | 18 maart 1998    |
| 19  | Objects Are Closer Than They Appear                | 25 maart 1998    |
| 20  | Deliverance                                        | 1 april 1998     |
| 21  | Bridge over Troubled Watters                       | 8 april 1998     |
| 22  | Risky Business                                     | 29 april 1998    |
| 23  | Absent Without Leave                               | 6 mei 1998       |
| 24  | Physician, Heal Thyself                            | 13 mei 1998      |

## Seizoen 5
| Nr. | Titel aflevering               | Uitzenddatum VS   |
| --- | ------------------------------ | ----------------- |
| 1   | Sarindipity                    | 30 september 1998 |
| 2   | Austin Space                   | 7 oktober 1998    |
| 3   | Wag the Doc                    | 14 oktober 1998   |
| 4   | The Breast and the Brightest   | 21 oktober 1998   |
| 5   | One Hundred and One Damnations | 28 oktober 1998   |
| 6   | Viagra-Vated Assault           | 4 november 1998   |
| 7   | Austin, We Have a Problem      | 11 november 1998  |
| 8   | The Other Cheek                | 18 november 1998  |
| 9   | Tantric Turkey                 | 25 november 1998  |
| 10  | Gun with the Wind              | 9 december 1998   |
| 11  | McNeil and Pray                | 16 december 1998  |
| 12  | Adventures in Babysitting      | 13 januari 1999   |
| 13  | Karmic Relief                  | 20 januari 1999   |
| 14  | Playing Through                | 3 februari 1999   |
| 15  | Big Hand for the Little Lady   | 10 februari 1999  |
| 16  | Home Is Where the Heartache Is | 17 februari 1999  |
| 17  | A Goy and His Dog              | 10 maart 1999     |
| 18  | Teacher's Pet                  | 24 maart 1999     |
| 19  | Vanishing Acts                 | 31 maart 1999     |
| 20  | From Here to Maternity         | 14 april 1999     |
| 21  | And Baby Makes 10              | 21 april 1999     |
| 22  | Kiss of Death                  | 28 april 1999     |
| 23  | The Heavens Can Wait           | 17 mei 1999       |
| 24  | Curing Cancer                  | 19 mei 1999       |

## Seizoen 6
| Nr. | Titel aflevering                    | Uitzenddatum VS   |
| --- | ----------------------------------- | ----------------- |
| 1   | Team Play                           | 23 september 1999 |
| 2   | Y' Gotta Have Heart                 | 30 september 1999 |
| 3   | Oh What a Piece of Work Is Man      | 7 oktober 1999    |
| 4   | Vigilance and Care                  | 14 oktober 1999   |
| 5   | Humpty Dumpty                       | 21 oktober 1999   |
| 6   | Upstairs, Downstairs                | 28 oktober 1999   |
| 7   | White Rabbit                        | 11 november 1999  |
| 8   | The Heart to Heart                  | 25 november 1999  |
| 9   | The Golden Hour                     | 9 december 1999   |
| 10  | Hanlon's Choice                     | 6 januari 2000    |
| 11  | Faith, Hope & Surgery               | 13 januari 2000   |
| 12  | Letting Go                          | 20 januari 2000   |
| 13  | Boys Will Be Girls                  | 3 februari 2000   |
| 14  | Gray Matters                        | 10 februari 2000  |
| 15  | Painful Cuts                        | 17 februari 2000  |
| 16  | Simon Sez                           | 24 februari 2000  |
| 17  | Cold Hearts                         | 30 maart 2000     |
| 18  | Devoted Attachment                  | 6 april 2000      |
| 19  | Miller Time                         | 13 april 2000     |
| 20  | Thoughts of You                     | 20 april 2000     |
| 21  | Everybody's Special at Chicago Hope | 27 april 2000     |
| 22  | Have I Got a Deal for You           | 4 mei 2000        |